# Tumormikroumgebung
Als Tumormikroumgebung, auch Tumormikromilieu (englisch tumor microenvironment) genannt, bezeichnet man in der Onkologie das unmittelbare Umfeld eines bösartigen Tumors in einem Organismus. Die Tumormikroumgebung hat einen entscheidenden Einfluss auf die Karzinogenese (Tumorentwicklung).

## Beschreibung
Die entarteten, sich unkontrolliert vermehrenden Zellen eines Organismus werden als Tumorzellen bezeichnet. Sie zeichnen sich dadurch aus, dass sie aufgrund permanenter und unbegrenzter Zellteilung potenziell unsterblich sind. Sie tragen genetische Mutationen, Chromosomenanomalien, epigenetische Veränderungen, veränderten Stoffwechsel (Glykolyse bzw. Warburg-Effekt) und Sauerstoffgehalt des Gewebes (Hypoxie), umgehen den programmierten Zelltod (Apoptose) und sie reagieren nicht auf die Zellproliferation hemmenden Signale.
Diese Zellen sind jedoch in Zellverbände eingebettet, in welchen auch noch andere, nicht entartete Zellen vorhanden sind, die diese Eigenschaften nicht besitzen. Diese Zellen bilden die Tumormikroumgebung, welche am häufigsten aus Fibroblasten, glatten Muskelzellen, Fettzellen (Adipozyten), Endothelzellen und Zellen des Immunsystems zusammengesetzt ist.
In der Vergangenheit beschränkte sich die naturwissenschaftlich-medizinische Forschung der Tumoren im Wesentlichen auf die Tumorzellen. Mit dem Beginn der 1980er Jahre wurde die Bedeutung der umgebenden Zellen zunehmend erfasst.
Diese Zellen greifen aktiv in das Geschehen des Tumorwachstums, sowie in die Metastasierung ein. In der Anfangsphase der Tumorentstehung versuchen diese Zellen das Tumorwachstum einzuschränken, werden jedoch später durch bestimmte Botenstoffe, die die Tumorzellen ausschütten, weitgehend inaktiviert bzw. fördern sogar aktiv das Tumorwachstum.
Am bisher besten erforscht sind die Bildung neuer Blutgefäße (Neovaskularisierung), die Eigenschaften der Krebs-assoziierten Fibroblasten (auch Tumor-assoziierte Fibroblasten genannt, engl. tumor-/ cancer associated fibroblasts, CAF) und die Tumor-assoziierten Makrophagen (engl. tumor associated macrophages, TAM).
Oftmals sind diese speziellen Fibroblasten und Makrophagen, sowie andere Zellen des Immunsystems, an einer chronischen Entzündung des Tumorgewebes beteiligt, welche ebenfalls als tumorfördernd gilt. Im Gegensatz dazu ist eine akute Entzündungsreaktion in der Regel bei der Tumorbekämpfung eher nützlich.
Die tumorfördernden Zellen der Tumormikroumgebung dienen als Quellen neuer Biomarker und als therapeutische Ziele in der Krebsbekämpfung. Ein wesentlicher Vorteil ist dabei die genetische Stabilität dieser Zellen, im Vergleich zu den stets genetisch instabilen Krebszellen, die dadurch potenziell immer wieder Resistenzen bilden können. Dadurch stellt die Tumormikroumgebung ein verlässlicheres therapeutisches Ziel als die Krebszelle selbst dar.

## Weiterführende Literatur
- H. F. Dvorak, V. M. Weaver u. a.: Tumor microenvironment and progression. In: Journal of Surgical Oncology. Band 103, Nummer 6, Mai 2011, S. 468–474, ISSN 1096-9098. doi:10.1002/jso.21709. PMID 21480238. PMC 3277953 (freier Volltext). (Review).
- S. J. Payne, L. Jones: Influence of the tumor microenvironment on angiogenesis. In: Future Oncology. Band 7, Nummer 3, März 2011, S. 395–408, ISSN 1744-8301. doi:10.2217/fon.11.13. PMID 21417903. (Review).
- C. Sautès-Fridman, J. Cherfils-Vicini u. a.: Tumor microenvironment is multifaceted. In: Cancer Metastasis Reviews. Band 30, Nummer 1, März 2011, S. 13–25, ISSN 1573-7233. doi:10.1007/s10555-011-9279-y. PMID 21271351. (Review).
- A. C. Shieh: Biomechanical forces shape the tumor microenvironment. In: Annals of biomedical engineering. Band 39, Nummer 5, Mai 2011, S. 1379–1389, ISSN 1521-6047. doi:10.1007/s10439-011-0252-2. PMID 21253819. (Review).
- D. Hanahan, R. A. Weinberg: Hallmarks of Cancer: The Next Generation. In: Cell. Band 144, Nummer 5, 2011, S. 646–674. doi:10.1016/j.cell.2011.02.013 PMID 21376230 (Review)